# Rudolf-Virchow-Medaille
Die Rudolf-Virchow-Medaille ist die höchste Auszeichnung der Deutschen Gesellschaft für Pathologie (DGP). Sie wird an Wissenschaftler vergeben, „die sich um die Entwicklung der Pathologie besonders verdient gemacht haben“. Der Preis wird seit 1981 alle zwei Jahre verliehen. Benannt ist er nach  Rudolf Virchow, der der Deutschen Pathologischen Gesellschaft nach deren Gründung 1897 als erster Präsident vorstand.

## Preisträger
- 1981: Franz Büchner
- 1983: Walter Müller
- 1985: Walter Büngeler
- 1987: Wilhelm Doerr
- 1989: Christoph Hedinger
- 1991: Hans-Werner Altmann
- 1993: Wolfgang Oehmichen
- 1995: Karl Lennert
- 1997: Gerhard Seifert
- 1999: Ekkehard Grundmann
- 2001: Roland Bässler
- 2003: Robert Fischer
- 2005: Dieter Harms
- 2007: Gottfried Geiler
- 2009: Philipp U. Heitz
- 2011: Hans Konrad Müller-Hermelink
- 2013: Paul Kleihues
- 2015: Manfred Dietel
- 2017: Ferdinand Hofstädter
- 2019: Michael Mihatsch
- 2021: Udo Löhrs
- 2023: Thomas Kirchner

## Gleichnamiger Preis
Die Medizinische Fakultät der Julius-Maximilians-Universität Würzburg vergab im Zeitraum 1997 bis 2014 ebenfalls eine Rudolf-Virchow-Medaille.
Zu anderen nach Rudolf Virchow benannten Auszeichnungen siehe Virchow als Namensgeber.